# Abaházi Csaba
Abaházi Csaba (Szekszárd, 1970. július 2. –) énekes, rádiós műsorvezető, a Sing Sing együttes egykori és az Abaházi RT. jelenlegi frontembere.

## Életpályája
Gyermekkorában versenyszerűen úszott, hobbiként pedig kerékpározott. 1985-ben kezdett el zenélni. Először basszusgitáros lett, majd énekelni kezdett. 15 évesen alapított egy zenekart (Magic Force) a bátyjával, Abaházi Zoltánnal, ő volt az együttes  basszusgitáros-énekese. Ebben a felállásban négy évig zenéltek együtt. A bátyján kívül van egy húga. A középiskola elvégzése után Százhalombattára, majd Budapestre költöztek.
1989-ben a Sing Sing együttes tagja lett, ahol 10 évig zenélt. Az 1993-ban megjelent albumuk aranylemez lett. Nagy sikereik voltak, külföldre is eljutottak, és bejárták az országot. Az együttes 1999-ben oszlott fel.
1998-ban kezdett el rádiózni. Kezdetben a Rádió 1 hangja volt, de csak pár hónapig, mert aztán a Danubius Rádió műsorvezetője lett a Kívánságműsorban. A Danubiuson futó Hajrá magyarok! című műsora lett az év műsora 2001-ben, ami 2000-ben indult el, ő pedig az év műsorvezetője lett 2002-ben. A Danubiusos kollégákból állt össze a Best Of nevezetű zenekar, amelyben 3 évig énekelt. 2001 júliusában jelent meg Kerozin együttes Halál a Májra! című kislemeze, amelyen vendégszerepelt.
Felesége Gálfi Laura. 2005. március 18-án született meg a fia, Rómeó, 2008 januárjában pedig Demeter. 2008-ban visszatért a zenei pályára, a Danubius Rádió 80 állomásos roadshowjának keretében az Én rádióm című dalt énekelte.
2009-ben lejárt a szerződése a Danubius Rádióval, időközben a rádió is megszűnt. A Danubius Rádió helyén 2009. november 19-én indult el a Class FM nevű rádióállomás, ahol a Class Kívánságműsor házigazdája lett. A Class FM 2016. november 19-i analóg megszűnése után a Sláger FM-hez ment, ahol a szintén Class FM-es Vágó Pirossal a Sláger Reggelt vezették 2017-ig, majd 2019. decemberéig Pordán Petrával, Bárdosi Sándorral és Növényi Norbettel, ezután 2020. februárjáig a Sláger Ikon-t és a Hazai Sláger-t vezette. 2020. március 2-án egy véletlenül behallatszódó káromkodás miatt elbocsátották a rádiótól. 
2020. augusztus 3-tól a Retro Rádióhoz igazolt, ahol az Abaházi Presszó című műsort vezeti, melyben hirességekkel, közéleti személyiségekkel beszélget.
Abaházi RT. néven saját rockzenekara van, amely fellépett a Def Leppard/Mötley Crue előtt.
2023. július 30-án Százhalombattán nagysikerű koncertet adtak a régi zenésztársak Kun Péter halálának 30. évfordulója tiszteletére. Ezen a koncerten ugyan részt vett mint konferanszié, de a fináléban beállt énekelni is, igy több mint 20 év után újra fellépett a Sing Sing együttessel. Abaházi  a 2024-es 35 éves jubileumi koncerten is fellépett egykori zenekarával.